# الكعاشيم (جازان)
قرية الكعاشيم، إحدى قرى منطقة جازان وهي قرية سكنية تابعة لبلدية محافظة صامطة جنوب غرب المملكة العربية السعودية، تبعد أكثر من 50 كم باتجاه الجنوب من مدينة صامطة.

## الموقع
تقع قرية الكعاشيم جنوب غرب المملكة قرب الحدود اليمنية السعودية حيث تبعد عن الحدود حوالي 9 كم من الجهة الجنوبية، كما تبعد حوالي 90 كيلومترا بالاتجاه الجنوبي الشرقي من مدينة جازان، وهي تقع عند خط طول 42 درجة وخط العرض 16 درجة، مؤخراً ومع التطور العمراني لقريتي المواسم والكعاشيم فقد أصبحت جزءً منها لتشكل القسم الشمالي من قرية الموسم.

## انظر ايضاً
- كتف الحدباء
- مدربش
- خبت الدوح

## وصلات خارجية
- بيانات المجلس البلدي من الأمانة العامة لشؤون المجالس البلدية.
- حصر الخدمات بالمدن والقرى بمنطقة جازان.
- دليل الخدمات بمنطقة جازان.
- مصلحة الإحصاءات العامة والمعلومات.